# Plesioneuron dryopteroideum
Plesioneuron dryopteroideum är en kärrbräkenväxtart som först beskrevs av Guido Georg Wilhelm Brause, och fick sitt nu gällande namn av Holtt. Plesioneuron dryopteroideum ingår i släktet Plesioneuron och familjen Thelypteridaceae.

## Underarter
Arten delas in i följande underarter:
- P. d. buruense
- P. d. pilosum